# شات کریت
مخلوط بتنی با اسلامپ پایین،  شامل سنگدانه‌هایی با حداکثر اندازه ۱۰ میلی‌متر است که با سرعت بالا ناشی از جریان هوای فشرده از یک نازل پاشیده می‌شود. مناسب کار ترمیم، به ویژه در مواردی که بخشی ازکار به واسطه ترک خوردن یا ازبین رفتن،  دچار آسیب دیدگی شده و نیاز به اضافه نمودن لایه‌های بیشتر بتنی،  به منظور جلوگیری از آسیب‌های احتمالی بتن در آینده است.

از آنجا که در این ماده نسبت آب به سیمان پایین است، به کمک ویژگی "اسلامپ بسیار پایین " می‌توان آن را در لایه‌هایی با ضخامت محدود بر روی سطوح عمودی و بالای سری قرار داد. می‌توان توسط هر یک از فرایندهای خشک یا تر به کار برد. فرایند خشک شامل ابتدا مخلوط کردن سیمان و شن و ماسه و انتقال آن‌ها از طریق یک شلنگ در جریانی از هوای فشرده است. انتهای شلنگ به نازلی مناسب مجهز شده‌است که در آن آب تزریق شده و با سایر مواد ترکیب شده و با سرعت بالا خارج می‌شود. محتوای آب در نازل را می‌توان تنظیم، و محدود به مقداری کرد که برای هیدراتاسیون مناسب مورد نیاز باشد.

مواد افزودنی زودگیر بتن که عموماً به صورت پودر عرضه می‌شوند به مخلوط آماده اضافه می‌شوند، در حالی که یک زودگیر مایع به آب نازل تخلیه اضافه شده یا به صورت تزریق جداگانه در نازل انجام می‌گیرد. فولاد و سایر الیاف معمولاً در مخلوط آماده ترکیب می‌شوند. نیروی اصابت بالا که مواد به‌واسطه آن اعمال می‌شوند، مواد را به گونه‌ای فشرده می‌کند که تشکیل بتنی با دانسیته بالا،  با قدرت چسبندگی بالا می‌دهند. مقادیر مقاومت فشاری می‌تواند از ۳۵-۵۰ مگاپاسکال، بسته به محدوده درجه برگشت، هیدراتاسیون و میزان ماده افزودنی زودگیر مصرفی متغیر باشد. به‌طور کلی، کاهش مقاومت با افزایش میزان ماده افزودنی رخ می‌دهد. رِنج نسبت‌های سنگدانه به سیمان در مخلوط‌ها که می‌تواند اسپری شود محدود است و نسبت وزنی که به‌طور معمول در امور تعمیراتی استفاده می‌شود ۵/۳ :۱ و ۱:۴ است. مخلوط‌ها برای فرایند خشک به راحتی از سیمان کیسه‌ای آماده و سنگدانه  یا بدون مواد افزودنی زودگیر بتن به دست می‌آیند. در پروسه مرطوب، نسبت از پیش تعیین شده سیمان، آب و سنگدانه در یک فرایند بچ مخلوط و به پمپ منتقل می‌شوند. بتن از طریق یک شلنگ قابل انعطاف به نازل تخلیه پمپاژ می‌شود که از آن طریق با سرعت بالا بر روی سطحی که باید آن را بپوشاند پاشیده می‌شود. پس از آن یک افزودنی زودگیر بتن مانند محلول‌های آلومینات سدیم یا متاسیلیکا معمولاً در خروجی نازل اضافه شده که به تحکیم و سفتی لایه‌ها کمک کند. حال، مسئول نازل فقط مکان پاشیده شدن مواد را کنترل می‌کند و ترکیب مخلوط در فرایند بچ تعیین می‌شود. پروسه آن عموماً برای اعمال مقادیر زیاد مواد خصوصاً در ساخت و سازهای جدید مناسب است. به علت تمایل به خم شدن وپتانسیل انقباض بیشتر به علت محتوی آبِِ بالاتر آن، استحکام آن کاهش می‌یابد. در نتیجه پروسه مرطوب خیلی مناسب نبوده و به ندرت در کار ترمیم استفاده می‌شود.
ماده افزودنی بتن شا تکریت فابیر ماده‌ای است بر پایه مواد افزاینده استحکام طولانی مدت و کوتاه مدت و آب بندکننده بتن پاشیده است که با ایجاد لزجت کافی و وجود الیاف مسلح‌کننده دیسپرس شده نه تنها باعث کاهش ضریب بازگشت بتن پاشیده شده بلکه از ایجاد ترک‌های احتمالی در بتن پاشیده نیز جلوگیری بعمل می‌آورد و از پیشرفت ترک‌ها نیز که به دلایل مختلفی می‌تواند در بتن به وجود آید جلوگیری می‌کند. همچنین این ماده افزودنی بتن (بتن پاشیده) فابیر موجب کاهش خطرات ناشی از تغییرات سریع دما و کاهش زمان لازم جهت نگهداری و محافظت از بتن می‌شود. افزایش دمای هیدراتاسیون و کاهش خطر یخ زدگی بتن پاشیده از خواص اثر بخش دیگر این ماده افزودنی بتن شات کریت (بتن پاشیده) فابیر بوده و افزایش شدید مقاومت بتن و استحکام فشاری، کششی، خمشی بتن و مقاومت بتن در مقابل نفوذ آب از جمله مزایای استفاده از این ماده افزودنی بتن شات کریت فابیر (بتن پاشیده) است.

## مزایای و محدودیت‌ها
چسبندگی بسیار عالی، و انقباض نسبتاً کم از دیگر مزایای آن است.

از این رو، کیفیت کار بستگی به مأمور انجام کار دارد. این روش در سطوح و کارهای مختلف قابل استفاده است به جز مناطقی که دسترسی محدود دارند یا مکان‌هایی که مسلح سازی فشرده انجام شده‌است.

## الیافی
ماده افزودنی برای ساخت شات کریت دارای الیاف بوده و با ایجاد لزجت موجب کاهش ضریب بازگشت بتن پاششی می‌شود همچنین این ماده افزودنی برای ساخت بتن پاششی یا از ایجاد ترک‌های احتمالی در بتن پاششی جلوگیری نموده و مانع پیشرفت ترک در بتن پاشیده می‌شود. همچنین استفاده از ماده افزودنی برای ساخت بتن پاششی یا موجب کاهش خطرات ناشی از تغییرات سریع دما و کاهش زمان لازم جهت نگهداری و محافظت از بتن می‌گردد.